# 히스테리

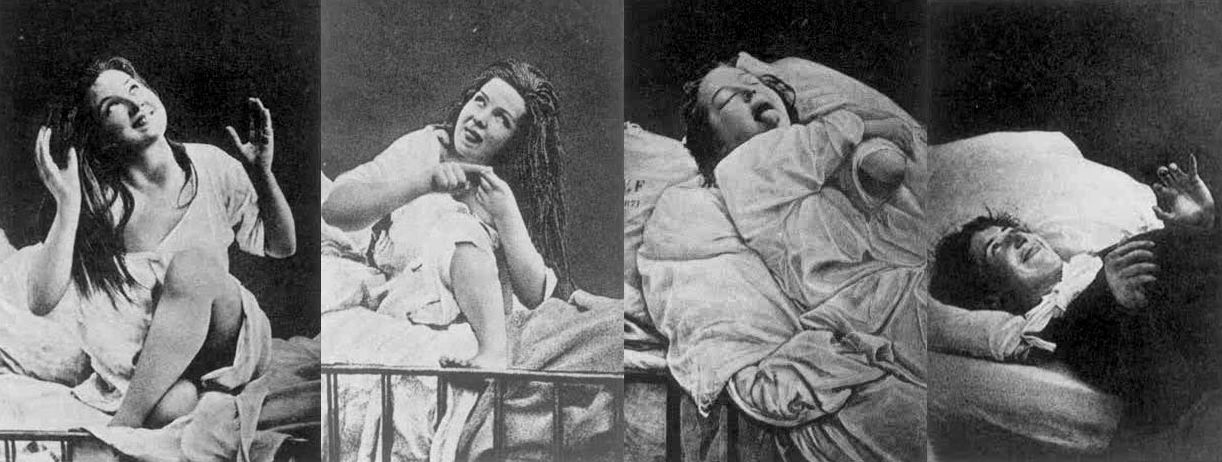

히스테리(독일어: Hysterie, 영어: hysteria)는 신경증의 한 형태로, 기질적인 것이 아니라 기능적인 심인성 질병의 광범위한 통칭이다. 정신적 원인에 의하여 일시적으로 일어나는, 제어할 수 없는 비정상적인 흥분 상태(ungovernable emotional excess)를 통틀어 이르는 말이다. 이 질환은 심인성 반응형으로, 외부의 사정이나 자극에 대한 반응으로 정신적 또는 신체적인 반응이 일어나는 것이다.
히스테리는 정신 신경증의 한 유형이며 정신적 원인으로 운동 마비, 실성(失性), 경련 따위의 신체 증상이나 건망 따위의 정신 증상이 나타나는 경우에서 히스테리는 어떤 병이나 증상 따위가 정신적ㆍ심리적 원인으로 생기는 성질의 심인성(心因性)으로 일어나는 일시적이고 비정상적인 흥분 상태를 통틀어 이르는 용어이다. 범주적 유형을 통칭함으로써 그러한 언급이 필요한 상황에서 유용하고 유효한 분류이다. 직접적인 용어사용은 진단체계에서 빠져있으나 간접적인 용어사용은 진단체계 곳곳에서 분류되고있다.

## ICD
ICD-10 '(F40–F48) 신경증적, 스트레스 관련 및 신체형 장애'등에서 주로 분류하고있다.

## 집단 히스테리
집단히스테리(集團Hysterie)는 심리학적으로 집단 속의 많은 사람이 일시에 정신적 흥분, 경련, 실신 따위의 히스테리 증세를 일으키는 현상을 지칭한다.

## 히스테리성 마비
히스테리 마비(Hysterie痲痹)는 반사 기능을 잃지 아니한 채 근육이 마비되거나 약하여지는 현상으로 정신적인 것이 원인이며 신경의 손상은 없는것으로 보고된다.

## 같이 보기
- 조발성치매
- 노이로제
- 콤플렉스
- 스트레스
- DSM